# Kościół św. Małgorzaty i św. Augustyna w Witowie
Kościół pw. św. Małgorzaty i św. Augustyna w Witowie – parafialny kościół rzymskokatolicki we wsi Witów-Kolonia z cudownym obrazem Matki Bożej Zwiastowania. Po rekoronacji obrazu świątynia nosi miano Sanktuarium Matki Bożej Zwiastowania.

## Historia
Kościół, należący niegdyś do opactwa norbertanów, został ufundowany przez biskupa płockiego Wita z Chotla w 1179; od jego imienia pochodzi nazwa „Witów”. W 1241 na klasztor napadli Tatarzy, mordując wszystkich zakonników i zakonnice. Według legendy trzy zdołały uciec do pobliskiego lasu i dzięki temu przeżyły. W czasie gdy w pobliskim Piotrkowie Trybunalskim odbywały się zjazdy sejmów walnych, w witowskim klasztorze przebywali królowie polscy. Rozbudowany w 1677, był później jeszcze wielokrotnie przebudowywany i obecnie ma charakter barokowy. Od połowy XIX wieku, kiedy miała miejsce kasata zakonu, kościół popadał w ruinę. Udało się jednak witowską świątynię odratować. Dzięki staraniom byłego proboszcza ks. kanonika Grzegorza Gogola odrestaurowano cały kościół oraz doprowadzono do rekoronacji obrazu i nadania tytułu sanktuarium maryjnego.
Świątynia jest bazylikowa, trzynawowa, z dwiema czterobocznymi wieżami. Barokowe wnętrze kościoła pochodzi z I połowy XVIII wieku. Centralnym miejscem jest ołtarz główny z cudownym obrazem Matki Bożej. W świątyni znajdują się 12-głosowe organy, stiuki i zdobienia ścienne.
Z dawnego klasztoru pozostała baszta bramna, pełniąca obecnie funkcję dzwonnicy oraz jedno skrzydło klasztoru, obecna plebania.
Witowskie opactwo norbertanów było niegdyś jednym z najzamożniejszych klasztorów w Polsce, funkcjonowało nawet przysłowie „czerwony jak opat witowski”.
9 maja 1999 r. w kościele odsłonięta została tablica upamiętniająca ks. Rocha Łaskiego (1902 - 1949), kapłana diecezji łódzkiej, kapelana Wojska Polskiego, więźnia KL Dachau, proboszcza tutejszej parafii w latach 1946–1949, który po aresztowaniu i pobiciu przez funkcjonariuszy Urzędu Bezpieczeństwa zmarł 13 maja 1949 r.